# Judicat

Les quatre Judicats Sardes.

Les judicats (en italien Giudicati, du latin médiéval Judex Provincae) sont les quatre royaumes (en sarde Rennus) de la Sardaigne médiévale. Ils disposent  d'une grande autonomie entre les VIIIe et XIIIe siècles. Leur date de création est incertaine. Ce sont des États souverains avec summa potestas.

## Historique
Les quatre judicats sardes sont Cagliari, Torres ou Logudoro, Arborée (ou Oristano) et Gallura. L'absence quasi totale de sources historiques ne permet pas d'avoir une certitude sur le passage de l'autorité centrale byzantine à la naissance des quatre États. Toutefois dès 864, une lettre du pape Nicolas Ier demande aux Iudices d'éviter la consanguinité; cette pièce est le premier témoin de l'existence d'une multiplicité de seigneurs locaux.
Leur structure repose sur un découpage administratif de l'Empire byzantin, alors que la Sardaigne dépend de l'exarchat d'Afrique, situé à Carthage. Le magistrat résidant à Cagliari est appelé Praeses ou Judex Provincae et dispose du gouvernement civil tandis qu'un commandement militaire est confié à un Dux, installé à Forum Traiani pour contrôler la Barbagia. Ce sont les razzias incessantes et la lutte permanente contre les Sarrasins, qui finissent par isoler l'île et provoquent une autonomie croissante des judicats du pouvoir byzantin, trop lointain, à tel point qu'ils se considèrent comme indépendants et souverains.
Rapidement, chaque judicat, contrairement aux systèmes féodaux continentaux, repose sur un territoire administré, nommé Logu (lieu) ou Rennu (règne), avec des terres d'État, et sont gouvernés selon les règles de droit romano-byzantines.
Leurs chefs en sont les juges (en sarde, Iudici, en italien, Giudici), élus par la Corona de Logu (un parlement sarde). Leurs noms sont, du nord au sud :
- Logudoro (peut-être de Locus Horim, qui signifie lieu de Horim, mot byzantin grec qui signifie «district»), ou Torres, autour de la ville de Torres près de l'actuelle Porto Torres ;
- Gallura ;
- Arborée, autour de la ville d'Oristano, après l'abandon de Tharros ;
- Cagliari Calaris (en italien Cagliari) ou Pluminos.

Chacun des quatre États a des frontières fortifiées pour protéger ses intérêts politiques et commerciaux, ainsi que ses propres lois, administrations et emblèmes.
Ils perdent progressivement leur indépendance entre 1258 et 1420 en raison de la présence croissante de la république de Pise, de la république de Gênes et du royaume d'Aragon.
Le plus célèbre judicat est celui d'Arborée qui maintient son indépendance jusqu'en 1420, notamment grâce aux personnages que sont Mariano IV d'Arborée et sa fille Éléonore d'Arborée.

Armoiries du judicat de Torres
Armoiries du judicat de Gallura
Armoiries du judicat de Arborea
Armoiries du judicat de Cagliari (incertain)

### Événements historiques majeurs

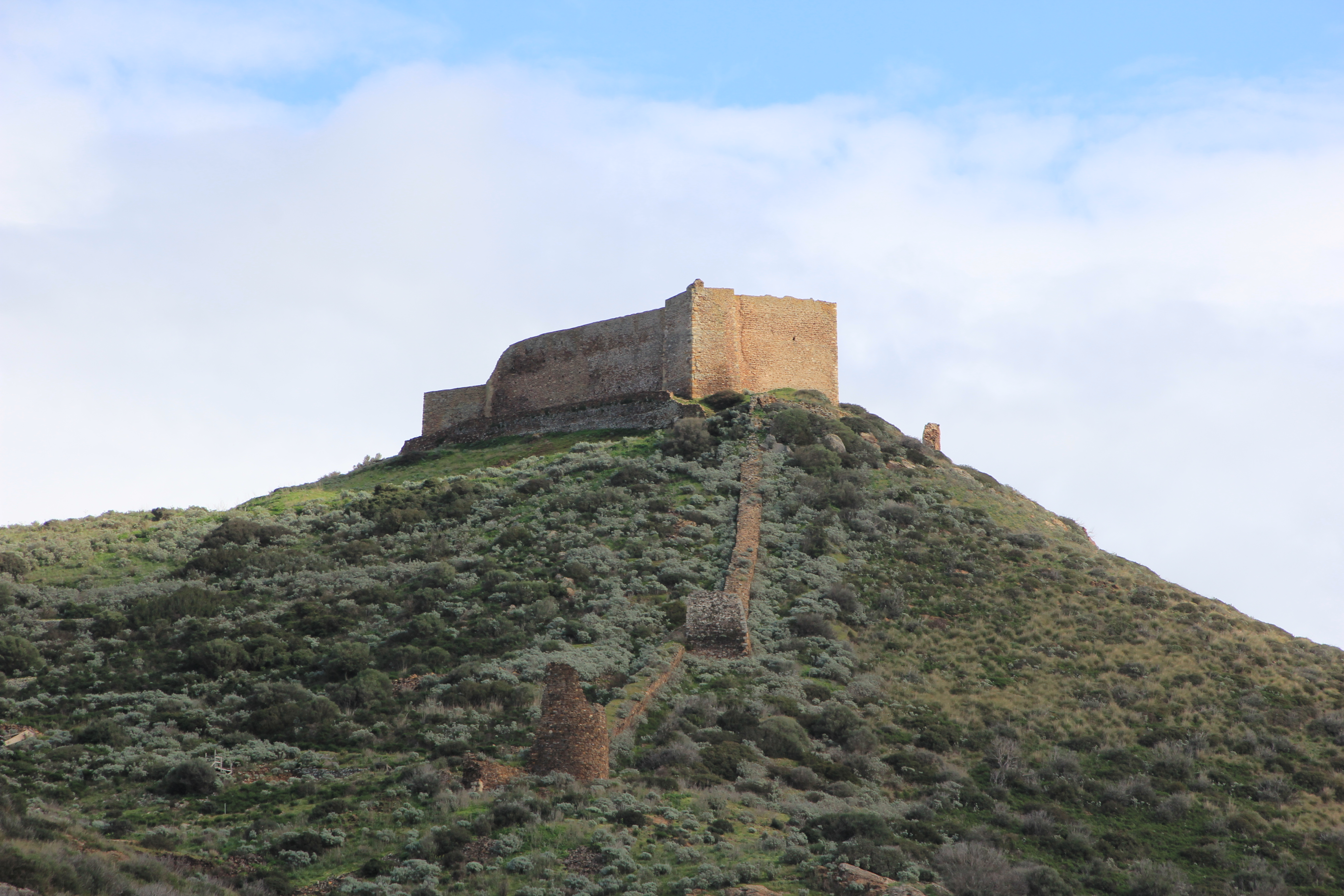
Château du Monreale, Sardara

- 851 : le pape Léon IV demande aux iudex Sardiniae l'envoi d'une unité militaire à Rome et la fourniture de laine marine, le byssus, pour confectionner les vêtements du pape.
- 864 : le pape Nicolas Ier condamne les mariages consanguins qui existent depuis des années entre les iudices de Sardaigne (au pluriel implique une multiplicité de seigneurs locaux).
- 872 : le pape Jean VIII envoie une lettre au Principes Sardiniae.
- 915 : l'empereur Constantin VII Porphyrogénète cite un Archonte de Sardaigne.
- 1015 : Mujāhid al-‘Āmirī envahit le nord de la Sardaigne afin de créer une tête de pont pour l'attaque de la péninsule italienne.
- 1016 : le pape Benoît VIII demande aux républiques de Pise et de Gênes à intervenir dans la défense de l'île, ainsi que les royaumes judicals.

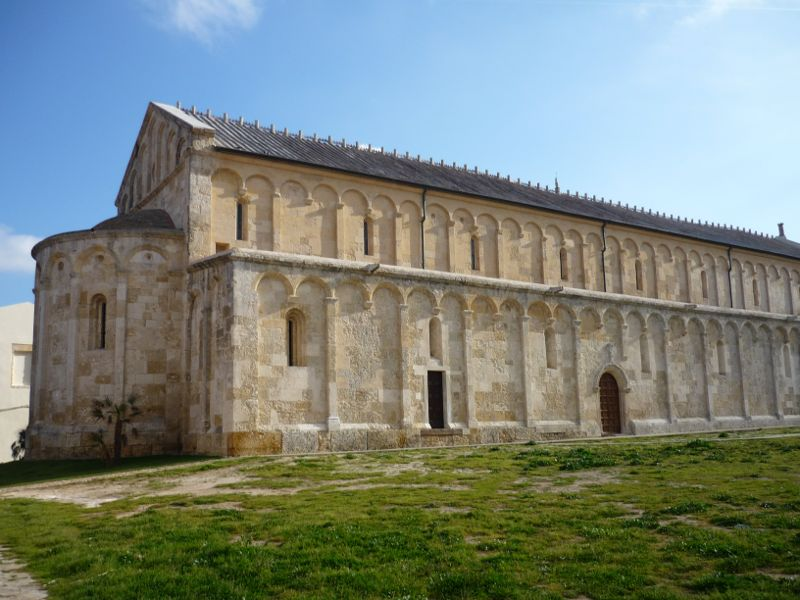
Basilique de San Gavino, Porto Torres, la plus ancienne église romane en Sardaigne

- 1054 : Schisme, l'Église de Rome commence les relations avec les juges de la Sardaigne pour soustraire Sardaigne aux orbites religieuses de l'Églises orthodoxes de culture grecque.
- 1065 : Torcotorio-Barisone Ier de Torres demande à Desiderio de Montecassino d'envoyer des moines bénédictins.
- 1066 : les juges Orzocco Torchitorio Ier de Cagliari commencent les donations en faveur de moines bénédictins de Montecassino.
- 1070 : Orzocco Ier de Lacon-Zori déplace la capitale du judicat d'Arborée de Tharros à Oristano.
- 1073 : le pape Grégoire VII invite les juges sardes à l'obéissance politique et spirituelle à la sainte Église romaine.
- 1091 : le pape Urbain II accorde temporairement la légation du pape en Sardaigne à l'archevêque de Pise.

- 1114 : les Pisans mènent une expédition aux îles Baléares contre les Arabes, ils sont assistés par Saltaro (beau-fils de Constantin I de Torres) et Torbeno de Cagliari.
- 1131 : le juge Comita II d'Arborée est allié avec les Génois.
- 1146 : l'archevêque de Pise Villano convoque à une réunion tous les juges sardes à Bonarcado: Barisone II d'Arborée, Gonario II de Torres, Costantino II de Cagliari, Constantin III de Gallura.
- 1149 : Gonario II de Torres, de retour de la deuxième croisade, accepte avec Bernard de Clairvaux la création de la première colonie cistercienne en Sardaigne.
- 1157 : Barisone II d'Arborée marie[Avec qui ?] Agalbursa de Bas, petite-fille du comte de Barcelone.

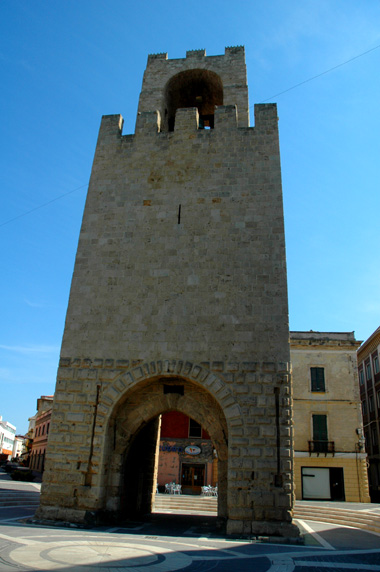
Tour de Mariano II en Oristano

- 1164 : Barisone II est couronné roi de Sardaigne (nominalement) le 10 août à Pavie de l'empereur Frédéric Barberousse.
- 1187 : Oberto Obertenghi, marquis de Massa et Corse, et son fils Guillaume, occupent le judicat de Cagliari en vertu des liens de mariage. Il est né de la dynastie des Lacon-Massa.
- 1197 : les Génois ravagent la capitale de Cagliari Santa Igia.
- 1206 : Elena de Gallura épouse le Pisan Lamberto Visconti di Eldizio.
- 1215 : Lamberto et Ubaldo Visconti envahissent le judicat de Cagliari et usurpent le pouvoir de Benedetta de Cagliari et de son mari Barisone III d'Arborée. Après la mort de ce dernier Benedetta est forcée de se marier avec Lamberto Visconti.
- 1232 : mort de Benedetta de Lacon-Massa. Sa sœur Agnès de Massa épouse Ranieri della Gherardesca par opposition à Visconti. Dans le jugicat de Torres, Barisone III de Torres et son tuteur Orzocco de Serra sont tués lors d'un soulèvement de la noblesse qui a conduit à la création de la commune autonome de Sassari.
- 1238 : Adelasia de Torres épouse Enzio Hohenstaufen qui est nommé roi de Sardaigne (nominalement) par le Père Frédéric II
- 1250 : Guillaume de Capraia obtient la reconnaissance pontificale au trône judiciaire d'Arborea.
- 1256 : Pise, avec Arborea et Gallura, attaquent Santa Igia et le juge Giovanni de Cagliari, coupable d'une alliance avec Gênes.
- 1258 : fin officielle du judicat de Cagliari qui est démembré et ses territoires affectés aux Pisa, Capraia (Arborea), Visconti (Gallura) et della Gherardesca
- 1259 : fin officielle du judicat de Torres qui va en partie au Doria, le Malaspina, l'Arborea et la ville libre de Sassari.
- 1265 : Mariano II d'Arborée conclut une alliance entre Arborea et Pise.
- 1288 : fin officielle du judicat de Gallura avec le contrôle direct par la république de Pise.

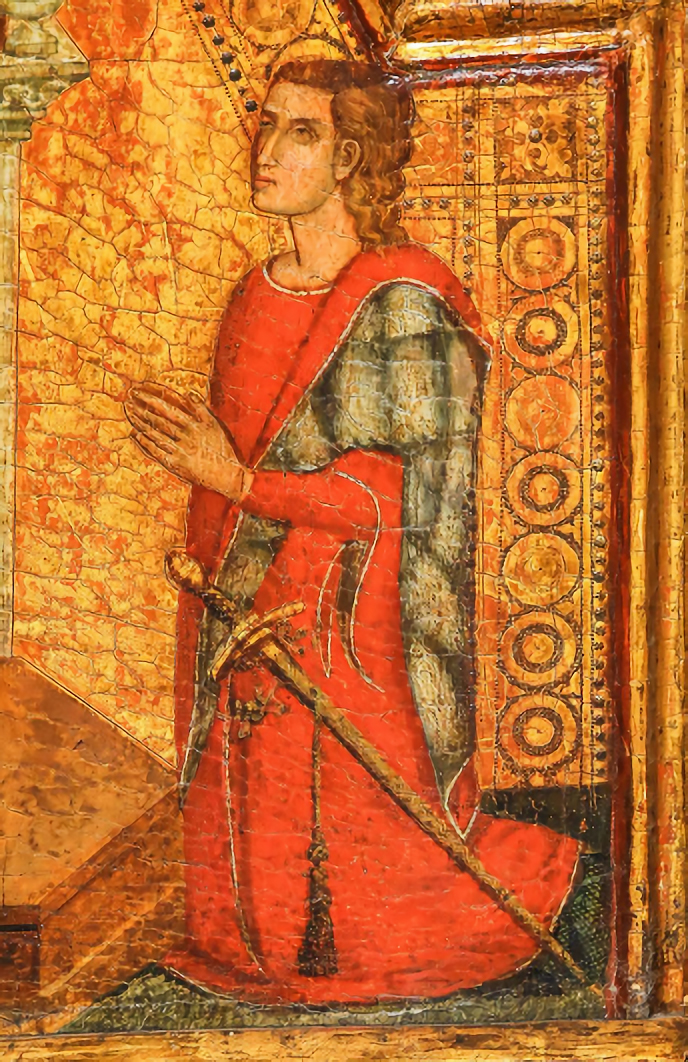
Mariano IV d'Arborée

- 1297 : le pape Boniface VIII crée le Regnum Sardiniae et Corsicae, inféodé à Jacques II d'Aragon en échange de son renoncement au trône de Sicile.
- 1323-1326 : l'Infant Alphonse d'Aragon, le fils aîné du roi Jacques II, arrive à Palma de Sulcis pour commencer la conquête de la Sardaigne pisane en accord avec Arborea, Doria, le Malaspina et la municipalité de Sassari.
- 1353 : Mariano IV d'Arborée, en alliance avec Matteo Doria, rompt l'alliance avec Pierre IV d'Aragon et déclare la guerre aux Catalans.
- 1354 : les victoires de l'Arborea dans les batailles forcent Pierre IV d'Aragon à intervenir personnellement en Sardaigne avec une expédition militaire coûteuse qui a pris fin avec un traité de paix avec Arborea.
- 1364 : Mariano IV Arborea entreprend de nouveau une guerre contre les Aragonais. Les actions militaires mènent efficacement à la conquête de l'île, sauf les villes d'Alghero et Cagliari et les châteaux de San Michele, Gioiosaguardia, Acquafredda et Quirra
- 1388 : Éléonore d'Arborée signe une paix forcée et accepte de revenir à la division territoriale du 1353 (avant les campagnes militaires de son père Mariano).
- 1390 : Brancaleone Doria, mari d'Éléonore, déclare la guerre aux Catalans et reconquiert les territoires perdus avec la paix du 1388.
- 1408-9 : le prince Martin Ier de Sicile arrive en Sardaigne pour commencer la reconquête des territoires perdus par la couronne d'Aragon. Arborée, guidé par le juge français Guillaume II de Narbonne, est lourdement battu dans Sanluri le 30 juin 1409.
- 1420 : fin officielle du judicat d'Arborée, Guillaume III de Narbonne transfère ses droits dynastiques au roi Alphonse le Magnanime en échange de 100 000 florins d'or.

## Administration

Curadorias

Le juge ou roi (judex sive rex) n'est pas un chef absolu de la tradition féodale, du moins sous cette forme: il ne peut déclarer la guerre ni signer un traité de paix sans le consentement de la Corona de Logu. Cependant, celle-ci est composée principalement de la famille de l'aristocratie et, par conséquent, elle est liée par des intérêts communs. La succession au trône est dynastique mais, dans certains cas, il y a la possibilité d'élection par la Corona De Logu.
Le territoire de plusieurs judicats est divisé en curadorias ou curatorie, districts administratifs de différentes tailles formés par des villages urbains et ruraux, qui dépendent d'une capitale qui abrite le curadore. Celui-ci, aidé principalement par les Jurados et un conseil dit Corona de curatoria, représentent localement l'autorité du juge et prend en charge les biens publics de la Couronne. Le curadore désigné pour chaque village fait partie de la curatoria un majore de bidda ou villa[pas clair] (l'équivalent d'un maire).
Les limites de ces districts sont définies de façon que les populations résidant dans chaque curadoria soient à peu près égales; par conséquent, les limites sont mouvantes et dépendent des taux locaux de croissance démographique.

## Culture

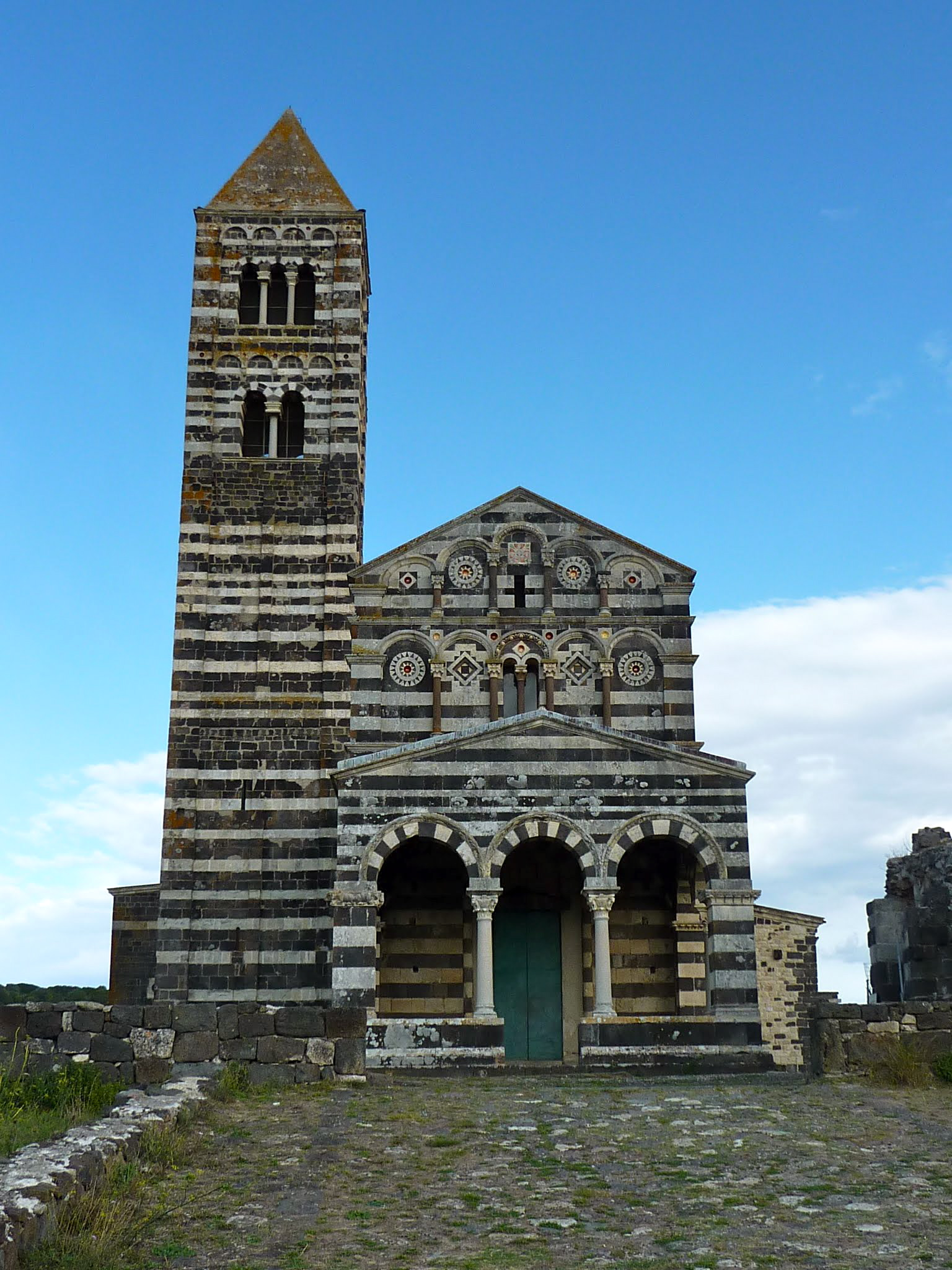
Basilique de Saccargia, Codrongianos

L'église sarde est une institution autocéphale pendant cinq siècles, indépendante de la Curie byzantine et de la Curie romaine. Au XIe siècle, après le schisme de 1054, les judikes, selon le pape Alexandre II, commencent une politique pour le développement du monachisme occidental sur l'île, dans le but d'une diffusion plus large de la culture, mais aussi de nouvelles techniques pour cultiver la terre.
Le grec byzantin est utilisé comme langue administrative pendant la période byzantine, mais est tombé en désuétude. Le latin, qui est depuis longtemps la langue de la population locale, se transforme en langue sarde et devient la langue officielle. Il est également utilisé dans des documents juridiques et administratifs tels que le condaghe, les lois municipales et les lois des royaumes tels que la Carta de Logu.

## Sources
- (it) Francesco Cesare Casula, La Storia di Sardegna, Sassari, Delfino, 1994
- (it) Gian Giacomo Ortu, La Sardegna dei Giudici, Nuoro, 2005  (ISBN 88-89801-02-6)
- (it) Arrigo Solmi, Studi storici sulle istituzioni della Sardegna nel Medioevo - Cagliari - 1965
- (it) Giulio Paulis, Studi sul sardo medioevale, Nuoro, Ilisso, 1997.